# Championnats du monde juniors de ski alpin
Les Championnats du monde juniors de ski alpin sont une compétition annuelle de ski alpin créées en 1982. Cet évènement s'adresse aux compétiteurs âgées de quinze à vingt ans et comprend toutes les disciplines du ski alpin : descente, super G, slalom géant, slalom et combiné. Cet évènement a été créé à partir du Championnat d'Europe junior organisé entre 1972 et 1981. Toutes les nations affiliées à la FIS peuvent y participer.
L'édition 2019 se déroule à Val di Fassa en Italie, l'édition 2020 à Narvik en Norvège, l'édition 2021 à Bansko en Bulgarie, l'édition 2022 à Panorama au Canada et l'édition 2023 à Hinterstoder en Autriche.

## Nombre de titres par nations
Mis à jour le 27 février 2025
| Rang | Nation           | Total | Hommes | Femmes | Team event |
| ---- | ---------------- | ----- | ------ | ------ | ---------- |
| 1    | Autriche         | 93    | 39     | 54     | 0          |
| 2    | Suisse           | 63    | 33     | 29     | 1          |
| 3    | Italie           | 47    | 26     | 21     | 0          |
| 4    | Norvège          | 30    | 16     | 12     | 2          |
| 5    | États-Unis       | 29    | 20     | 9      | 0          |
| 6    | France           | 26    | 17     | 8      | 1          |
| 7    | Suède            | 24    | 8      | 14     | 2          |
| 8    | Allemagne        | 23    | 4      | 19     | 0          |
| 9    | Slovénie         | 15    | 9      | 5      | 1          |
| 10   | Canada           | 11    | 5      | 4      | 2          |
| 11   | Yougoslavie      | 7     | 4      | 3      | 0          |
| 11   | Russie           | 3     | 2      | 1      | 0          |
| 11   | Slovaquie        | 3     | 0      | 3      | 0          |
| 14   | Finlande         | 2     | 1      | 1      | 0          |
| 14   | Liechtenstein    | 2     | 0      | 2      | 0          |
| 14   | Tchéquie         | 2     | 1      | 1      | 0          |
| 14   | Croatie          | 2     | 1      | 1      | 0          |
| 18   | Japon            | 1     | 1      | 0      | 0          |
| 18   | Albanie          | 1     | 0      | 1      | 0          |
| 18   | Bulgarie         | 1     | 1      | 0      | 0          |
| 18   | Nouvelle-Zélande | 1     | 0      | 1      | 0          |
| 18   | Lettonie         | 1     | 0      | 1      | 0          |

## Les champions qui ont marqué l'épreuve
Mis à jour le [Quand ?]
Les participants ayant gagné trois ou plus de médailles d'or lors des championnats du monde juniors :
| Nom                  | Total | Or | Argent | Bronze |
| Henrik Kristoffersen | 8     | 6  | 2      | 0      |
| Marco Odermatt       | 7     | 6  | 0      | 1      |
| Benjamin Raich       | 5     | 5  | 0      | 0      |
| Kjetil André Aamodt  | 5     | 3  | 2      | 0      |
| Daniel Albrecht      | 4     | 3  | 1      | 0      |
| Beat Feuz            | 5     | 3  | 0      | 2      |
| Giovanni Franzoni    | 5     | 3  | 1      | 1      |
| Tobias Hellman       | 5     | 3  | 1      | 1      |
| Loïc Meillard        | 5     | 3  | 1      | 1      |
| Marcel Hirscher      | 6     | 3  | 2      | 1      |
| Reto Schmidiger      | 4     | 3  | 0      | 1      |

| Nom                   | Total | Or | Argent | Bronze |
| Magdalena Egger       | 9     | 6  | 2      | 1      |
| Sabine Ginther        | 8     | 6  | 2      | 0      |
| Maria Riesch          | 9     | 5  | 2      | 2      |
| Julia Mancuso         | 8     | 5  | 0      | 3      |
| Anna Fenninger        | 7     | 4  | 2      | 1      |
| Anja Pärson           | 6     | 4  | 0      | 2      |
| Karen Putzer          | 4     | 4  | 0      | 0      |
| Ragnhild Mowinckel    | 5     | 3  | 1      | 1      |
| Viktoria Rebensburg   | 5     | 3  | 1      | 1      |
| Michaela Gerg         | 4     | 3  | 1      | 0      |
| Nadia Fanchini        | 4     | 3  | 1      | 0      |
| Aline Danioth         | 4     | 3  | 0      | 1      |
| Ilka Štuhec           | 3     | 3  | 0      | 0      |
| Hanna Aronsson Elfman | 3     | 3  | 0      | 0      |